# SKA SKWO
SKA SKWO – stadion sportowy w Rostowie nad Donem, w Rosji. Stadion powstał w 1971 roku. Swoje "domowe mecze rozgrywa na nim miejscowy klub SKA Rostów nad Donem.
Teoretycznie stadion mógłby pomieścić około 25 000 kibiców, jednak z powodu braku krzesełek na północnej oraz południowej trybunie faktyczna pojemność wynosi 11 000.
Stadion został zatwierdzony przez FIFA jako jedna z baz treningowych dla piłkarzy podczas MŚ 2018.